# Стегно

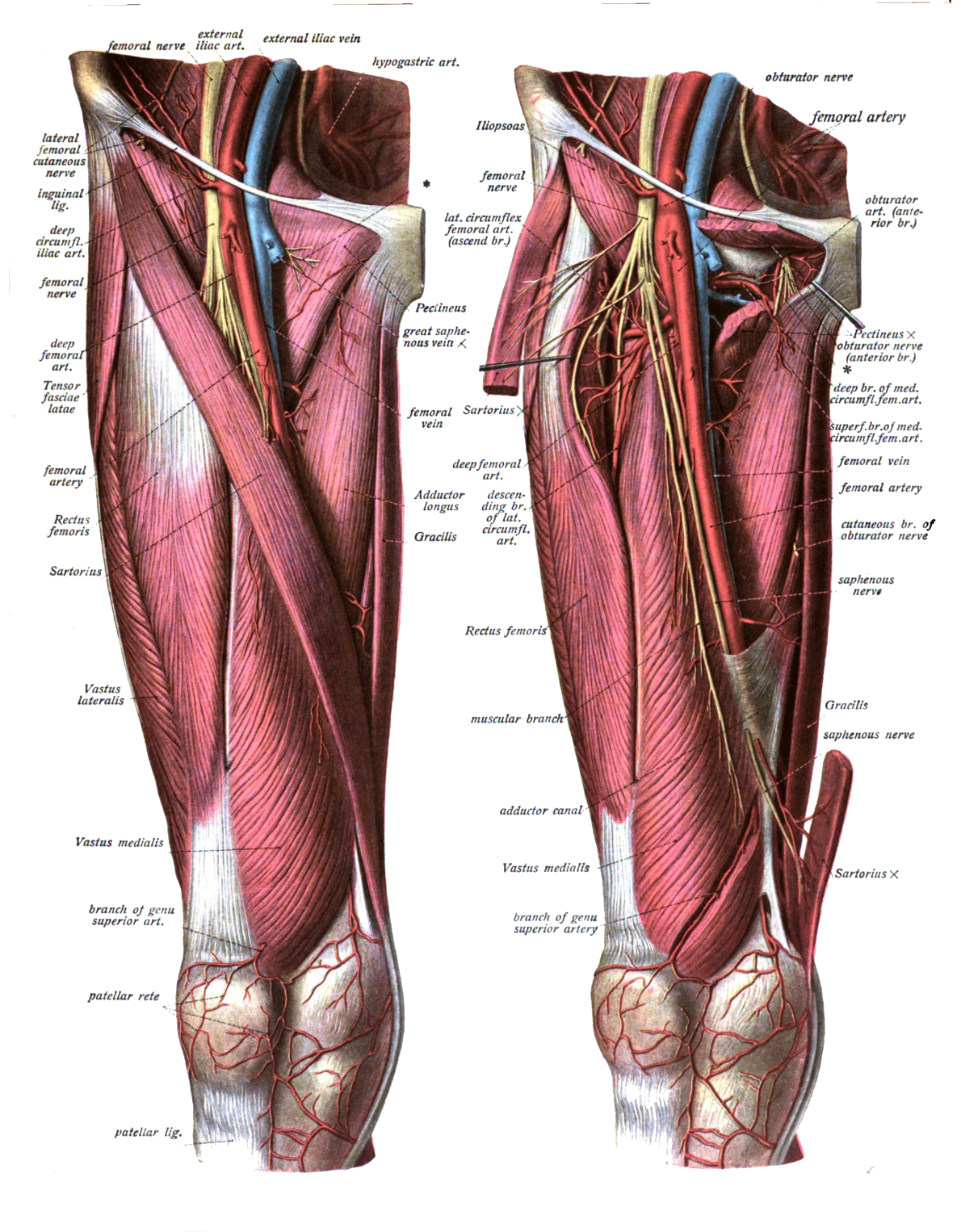
Вигляд стегна спереду

Стегно́, клу́б, розм. ку́льша (від лат. femur), рідко бедро́  — частина нижньої кінцівки людини (задньої кінцівки у тварин, птахів, комах і т. д.) між тазостегновим і колінним суглобами. 

## Термін
Термін стегно запропоновано вживати як відповідник femur, позначаючи ним стегнову кістку і навколишні тканини, тоді як кульша — як відповідник лат. coxa, для позначення верхньої частини стегна, що примикає до кульшового суглоба.

## Будова людського стегна
Стегно обмежено зверху спереду пахвинною зв'язкою, зверху ззаду — сідничною складкою, знизу — лінією, проведеної на 5 см вище надколінка. Основа стегна — стегнова кістка. Стегно має одну кістку — стегнову, рухи якої (згинання/розгинання, обертання, абдукція/аддукція) управляються кількома групами м'язів.
На передній поверхні кістки знаходиться чотириголовий м'яз стегна (квадрицепс), що складається з таких м'язів: прямий м'яз стегна, проміжний широкий м'яз стегна, медіальний широкий м'яз на внутрішній стороні стегна та латеральний широкий м'яз на зовнішній стороні стегна. На задній поверхні ноги розташовані двоголовий м'яз стегна та пов'язані з ним інші м'язи — згиначі стегна.

## Стегно в комах
У комах стегном (лат. femur) називається третій від основи членик ноги (перший — тазик, другий — вертлюг, четвертий — голінка, п'ятий — лапка).